# Palazzo Piacentini

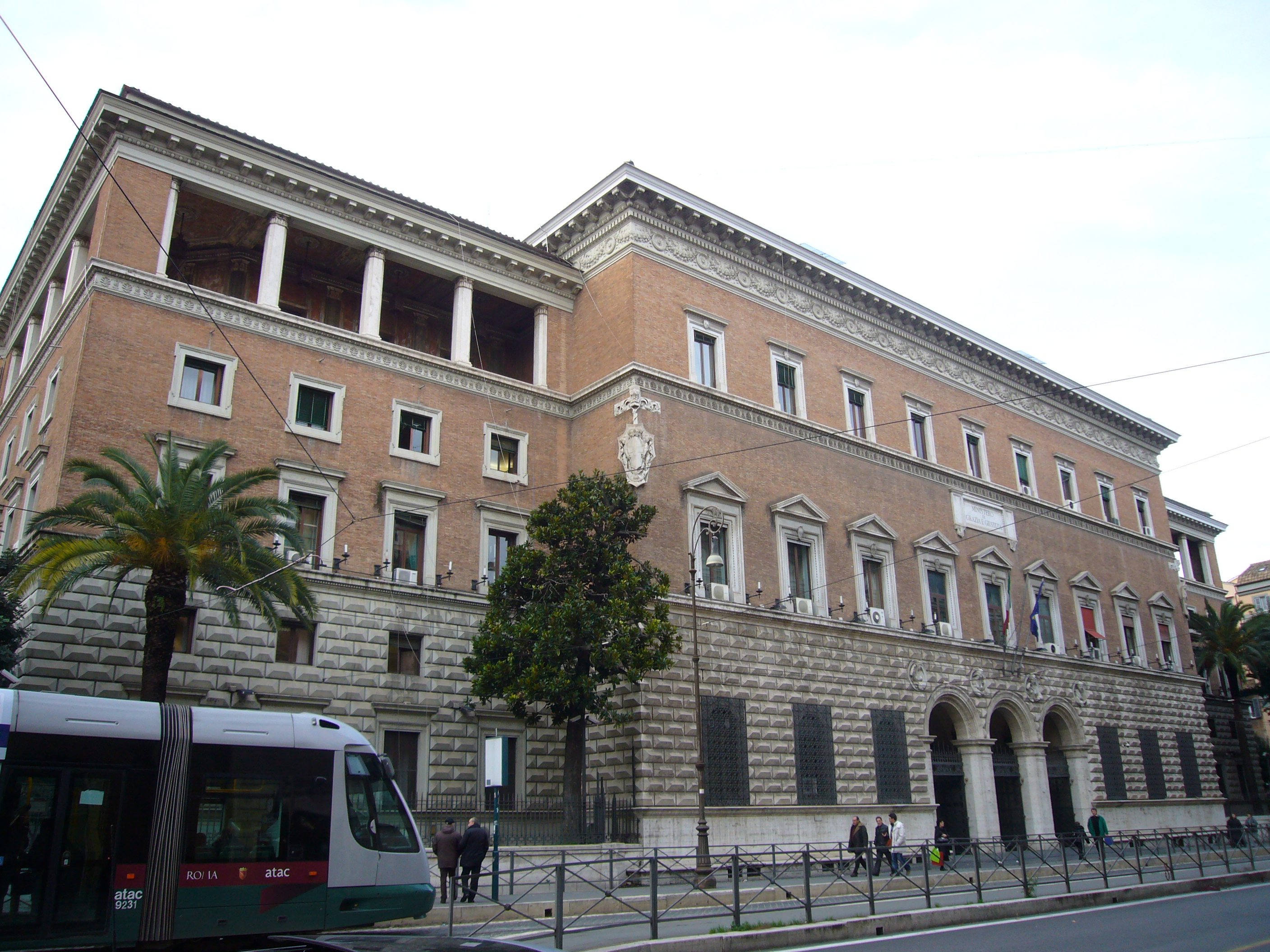
Vista do palácio na Via Arenula. O edifício é muito maior e avança para a esquerda da foto numa fachada curvada por toda a Via delle Zoccolette.

Palazzo Piacentini, conhecido também como Palazzo del Ministero di Grazia e Giustizia, é um palácio moderno localizado na Via Arenula, no rione Regola de Roma, perto da Ponte Garibaldi. É a sede do Ministério do Desenvolvimento Econômico. 

## História
A construção do edifício, com base num projeto de 1913 do arquiteto Pio Piacentini, levou à demolição de uma série de residências renascentistas à esquerda da Via della Seggiola, das quais se salvou apenas as Case di San Paolo, atualmente no fundo do palácio na Via di San Paolo alla Regola. O edifício, a última grande obra de Piacentini, que foi diretor da Accademia di San Luca, em Roma, é bastante diferente do Palazzo delle Esposizioni, uma de suas obras anteriores; uma comparação entre as duas mostra uma tendência para um projeto mais conservador.
Localizado na recém aberta Via Arenula, suas primeiras fundações foram lançadas em 1914. Contudo, as obras, suspensas por causa da Primeira Guerra Mundial, só foram completadas em 1924 e com uma posterior ampliação, em 1932, relativa à ala posterior.

## Descrição
Construído para ser sede do "Ministero di Giustizia e Culti", como era conhecido o ministério na época, o palácio recebeu os escritórios que antes ficavam no Palazzo Firenze. É um edifício refinado, apesar das dimensões grandiosas, construído em um estilo vagamente renascentista, com uma bela fachada de piso térreo rusticada em ponta de diamante de travertino, um imponente beiral decorado com óvolos e palmetas, e lógias nas duas alas laterais recuadas. Nas esquinas do corpo avançado estão brasões da Casa de Saboia. No portal, quatro imagens talhadas em relevo em tondos exortam o respeito à justiça.